# Бйорн Енгелс
Бйорн Енгелс (фр. Björn Engels, нар. 15 вересня 1994, Апрійе) — бельгійський футболіст, захисник клубу «Антверпен».
Виступав, зокрема, за клуби «Брюгге» та «Олімпіакос», а також молодіжну збірну Бельгії.
Володар Кубка Бельгії. Володар Суперкубка Бельгії. 

## Клубна кар'єра
Народився 15 вересня 1994 року в місті Капрейке. Вихованець юнацьких команд футбольних клубів «Капрейке-Бентільє», «Лембеке» та «Локерен», а у віці 12 років потрапив в академію «Брюгге». 29 жовтня 2011 року він був включений в заявку основної команди на гру проти «Гента» (5:4), але на поле так і не вийшов. 20 вересня 2012 року в матчі Ліги Європи проти французького «Бордо» (0:4) Бйорн дебютував за «Брюгге», замінивши у другому таймі Тібо ван Акера, а вже за кілька хвилин відзначився автоголом. Цей матч так і залишився єдиним для гравця за першу команду в тому сезоні, по завершенні якого Енгелс підписав свій перший професійний контракт з клубом, погодивши трирічну угоду. 4 серпня 2013 року в поєдинку проти «Остенде» він дебютував у Жюпіле-лізі. У цьому ж поєдинку Бйорн забив свій перший гол за «Брюгге». 28 вересня 2014 року в матчі проти «Остенде» він зробив «дубль». У тому ж сезоні Енгелс допоміг клубу зайняти друге місце в чемпіонаті і виграти Кубок Бельгії, а у 2016 році виграв з командою чемпіонат і Суперкубок Бельгії. Загалом за шість сезонів провів за рідну команду 57 матчів у чемпіонаті.
31 серпня 2017 року Бйорн перейшов в грецький «Олімпіакос», підписавши контракт на 4 роки. Сума трансферу склала 7,1 млн євро. 9 вересня в матчі проти «Ксанті» він дебютував у грецькій Суперлізі. У цьому ж поєдинку Енгелс забив свій перший гол за «Олімпіакос». Втім стати основним у новій команді бельгієць не зумів, через що у серпні 2018 року Бйорн був відданий в оренду у французький «Реймс», що саме вийшов до Ліги 1. Станом на 16 грудня 2018 року відіграв за команду з Реймса 14 матчів в національному чемпіонаті.
У березні 2019 року «Реймс» викупив контракт футболіста.
Не зігравши жодного матчу після викуплення контракту, 16 липня 2019 приєднався до складу клубу «Астон Вілла».
18 червня 2021 було оголошено про трансфер футболіста до складу бельгійського «Антверпена».

## Виступи за збірні
2011 року дебютував у складі юнацької збірної Бельгії, взяв участь у 7 іграх на юнацькому рівні, відзначившись одним забитим голом.
2016 року залучався до складу молодіжної збірної Бельгії. На молодіжному рівні зіграв у 2 офіційних матчах, забив 1 гол.

## Статистика виступів

### Статистика клубних виступів
| Сезон              | Команда            | Чемпіонат          | Чемпіонат | Чемпіонат | Національний кубок | Національний кубок | Національний кубок | Континентальні кубки | Континентальні кубки | Континентальні кубки | Інші змагання | Інші змагання | Інші змагання | Усього | Усього |
| Сезон              | Команда            | Ліга               | Ігор      | Голів     | Ліга               | Ігор               | Голів              | Ліга                 | Ігор                 | Голів                | Ліга          | Ігор          | Голів         | Ігор   | Голів  |
| ------------------ | ------------------ | ------------------ | --------- | --------- | ------------------ | ------------------ | ------------------ | -------------------- | -------------------- | -------------------- | ------------- | ------------- | ------------- | ------ | ------ |
| 2012–13            | «Брюгге»           | ПЛ                 | 0         | 0         | КБ                 | 0                  | 0                  | ЛЄ                   | 1                    | 0                    | -             | -             | -             | 1      | 0      |
| 2013–14            | «Брюгге»           | ПЛ                 | 23+10     | 4+1       | КБ                 | 2                  | 0                  | ЛЄ                   | 0                    | 0                    | -             | -             | -             | 35     | 5      |
| 2014–15            | «Брюгге»           | ПЛ                 | 7         | 3         | КБ                 | 1                  | 0                  | ЛЄ                   | 4                    | 0                    | -             | -             | -             | 12     | 3      |
| 2015–16            | «Брюгге»           | ПЛ                 | 10+6      | 2+0       | КБ                 | 4                  | 0                  | ЛЄ                   | 1                    | 0                    | -             | -             | -             | 21     | 2      |
| 2016–17            | «Брюгге»           | ПЛ                 | 15+7      | 2+0       | КБ                 | 0                  | 0                  | ЛЧ                   | 1                    | 0                    | -             | -             | -             | 23     | 2      |
| 2017–18            | «Брюгге»           | ПЛ                 | 2         | 0         | КБ                 | -                  | -                  | ЛЧ+ЛЄ                | 2+1                  | 0                    | -             | -             | -             | 5      | 0      |
| Усього за «Брюгге» | Усього за «Брюгге» | Усього за «Брюгге» | 80        | 12        |                    | 7                  | 0                  |                      | 10                   | 0                    |               | -             | -             | 97     | 12     |
| 2017–18            | «Олімпіакос»       | СЛ                 | 17        | 3         | КН                 | 2                  | 0                  | ЛЧ                   | 5                    | 0                    | -             | -             | -             | 24     | 3      |
| 2018–19            | «Реймс»            | Л1                 | -         | -         | КФ+КЛ              | -                  | -                  | -                    | -                    | -                    | -             | -             | -             | 0      | 0      |
| Усього за кар'єру  | Усього за кар'єру  | Усього за кар'єру  | 97        | 12        |                    | 9                  | 0                  |                      | 15                   | 0                    |               | -             | -             | 121    | 15     |